# 133. п. н. е.

## Догађаји
- Тиберије Семпроније Грах је изабран за римског народног трибуна. Он настоји да прогура закон којим би се јавна земља поделила ситним сељацима. Његова борба за аграрну реформу доводи до жестоког раскола у Сенату на његове присталице и противнике. Сукоби ескалирају у насиље на римским улицама, а пред крај године је и сам Тиберије убијен с великим бројем присталица.
- Након смрти Атала III, Пергамска краљевина улази у састав Римске републике.
- Сципион Емилијан осваја Нумансију, која се предаје мучена глађу и болестима. Овим се завршава Нумантински рат.

## Смрти
- Атал III, последњи краљ Пергамске краљевине
- Тиберије Семпроније Грах, римски народни трибун